# George Armitstead (1er baron Armitstead)
George Armitstead, 1er baron Armitstead (28 février 1824 à Riga, Lettonie - 7 décembre 1915 à Londres) est un homme d'affaires britannique, philanthrope et homme politique libéral.

## Biographie
Armitstead est né le 28 février 1824 à Riga, le deuxième fils d'un marchand de jute anglais vivant en Lettonie. Son grand-père est le vicaire d'Easingwold dans le Yorkshire de l'Est et son arrière-grand-père est agriculteur à Austwick. Il fait ses études à Wiesbaden et Heidelberg, en Allemagne.
Il s'installe à Dundee en 1843 et créé la compagnie maritime George Armitstead & Co et l'entreprise de jute dont il est associé principal.
Armitstead est député de Dundee entre 1868 et 1873 et de 1880 à 1885. Il occupe les postes de juge de paix et de lieutenant adjoint de Forfarshire et Dundee. Il est membre de la Royal Geographical Society (FRGS).
Il fait don de 5 000 £ au Prince of Wales Hospital Fund et est créé peu après baron Armitstead, de Castlehill dans la ville de Dundee, le 19 juillet 1906, par Arthur Balfour, ayant refusé une offre en 1893 par son grand ami William Ewart Gladstone. Cette amitié est significative pour tous les deux, mais plus confortable qu'influente, c'est probablement pourquoi cela a si bien fonctionné. Il paye les vacances de Gladstone à l'étranger à Biarritz et à Cannes et l'accompagne souvent presque comme un compagnon rémunéré, sauf qu'Armitstead paye la note. Il est mentionné fréquemment dans le journal de Gladstone  et est porteur de cercueil aux funérailles de Gladstone.

## Vie privée
Il épouse Jane Elizabeth Baxter, fille d'Edward Baxter et Euphemia Wilson, (et sœur de William Edward Baxter) en 1848, mais ils se séparent peu de temps après à la suite d'une liaison scandaleuse avec la fille du 15e chef du clan de MacPherson de Cluny. Ils louent Castle Huntly à Longforgan, près de Dundee. Selon un récit, lorsque MacPherson apprend la liaison de sa fille, il l'expulse de la maison. N'ayant nulle part où se tourner, la jeune fille est emmenée à Castle Huntly par Armitstead. Lorsque Lady Armitstead donne un ultimatum à son mari, il l'accepte et elle marche dans sa chemise de nuit jusqu'au pavillon où elle passe la nuit. Néanmoins, ils restent mariés jusqu'à sa mort le 6 janvier 1913.
Après l'effondrement de son mariage, Armitstead achète une grande maison au 4 Cleveland Square à Londres. Lord Armitstead est mort à sa résidence de Londres le 7 décembre 1915 à l'âge de 91 ans et, après l'incinération au Golders Green Crematorium, ses cendres sont enterrées au Western Cemetery, Dundee.
Il est sans descendance et à sa mort, la baronnie s'éteint. Il lègue de l'argent pour une chaire de philosophie à l'Université de Dundee et à l'hôpital. Il existe plusieurs fiducies de charité dans la ville de Dundee de Lord et Lady Armitstead. L'une de ces fiducies, fondée en 1882, vise à soutenir les jardins botaniques de l'Université de Dundee et les conférences Armitstead.